# Femmes fatales (série télévisée)
Pour les articles homonymes, voir Femme fatale (homonymie).
Femmes fatales (Deadly Women) est une série documentaire américaine, créée en 2005, produite par Discovery Channel et réalisée par Andrew Farrell.

## Description
« Pourquoi les femmes tuent-elles ? Leurs motivations sont-elles différentes de celles des hommes ? » Telles sont les questions auxquels la série documentaire Femmes fatales tente de répondre.
La série décrit le profil et l'état psychique de certaines femmes qui commettent des crimes des plus crapuleux.  Chaque épisode détaille ainsi plusieurs cas autour d'une thématique, comme l'argent, la folie ou encore la jalousie. Outre des reconstitutions, témoignages et également les analyses éclairées d'une ancienne profileuse du FBI et d'un médecin légiste.
En France, la série est diffusée depuis début 2011 sur Planète+ Justice et également sur Paris Première.